# Erich Kähler
Erich Kähler (Lipsia, 16 gennaio 1906 – Wedel, 31 maggio 2000) è stato un matematico tedesco.

## Biografia
Kähler nacque a Lipsia, dove intraprese i primi studi, fino al dottorato conseguito nel 1928.
I suoi contributi riguardano ampi settori della geometria, in particolare la geometria algebrica.